# Zoe Saldana
Zoe Yadira Saldaña Nazario (Passaic, New Jersey, SAD, 19. lipnja 1978.), poznatija kao samo Zoe Saldana je američka glumica. Do svoje desete godine odrastala je u Queensu, New Yorku, a kasnije se preselila u Dominikansku Repupliku.

## Vanjske poveznice
- Službena stranica  Arhivirana inačica izvorne stranice od 5. srpnja 2011. (Wayback Machine)
- Zoe Saldana na Internet Movie Databaseu
- Zoe Saldana[neaktivna poveznica] na AllRoviu
- Zoe Saldana[neaktivna poveznica] na Rotten Tomatoesu
- Zoe Saldana na Memory Alphau